# Ruun
Ruun es el noveno álbum de estudio de la banda noruega de viking metal y progresivo Enslaved, publicado el 2 de mayo de 2006 por Candlelight Records.
En enero de 2007 fue galardonado con el premio Spellemann (el premio musical más importante de Noruega) al mejor álbum de metal. Ruun fue el primer álbum de Enslaved en entrar en la lista de álbumes de Noruega. 

## Grabación y producción
La grabación del álbum comenzó a finales de 2005 y terminó en enero del año siguiente en los estudios Amper en Oslo. En la primera semana de enero anunciaron que el título del álbum sería Ruun.
La mezcla del álbum fue realizada en los estudios Propeller (Oslo) y el masterizado en los estudios Cutting (Estocolmo) por Mike Hartung.
La banda anunció en febrero que la fecha de publicación del álbum sería el 8 de mayo de 2006 y que habían grabado dos videoclips para las canciones «Path to Vanir» (publicado el 1 de abril) y «Essence» (publicado en verano).

## Lista de canciones
| N.º | Título                      | Letras          | Música        | Duración |  |
| 1.  | «Entroper»                  | Grutle Kjellson | Ivar Bjørnson | 6:21     |  |
| 2.  | «Path to Vanir»             | Grutle Kjellson | Ivar Bjørnson | 4:25     |  |
| 3.  | «Fusion of Sense and Earth» | Grutle Kjellson | Ivar Bjørnson | 5:00     |  |
| 4.  | «Ruun»                      | Ivar Bjørnson   | Ivar Bjørnson | 6:49     |  |
| 5.  | «Tides of Chaos»            | Ivar Bjørnson   | Ivar Bjørnson | 5:16     |  |
| 6.  | «Essence»                   | Ivar Bjørnson   | Ivar Bjørnson | 6:18     |  |
| 7.  | «Api-Vat»                   | Ivar Bjørnson   | Ivar Bjørnson | 6:57     |  |
| 8.  | «Heir to the Cosmic Seed»   | Grutle Kjellson | Ivar Bjørnson | 4:55     |  |

## Créditos
- Ivar Bjørnson - guitarra
- Grutle Kjellson - bajo y voz
- Arve Isdal - guitarra
- Cato Bekkevold - batería
- Harbrand Larsen - teclado y voz
- Johnny Skalleberg - ingeniero
- Truls Espedal, Asle Bikeland - diseño

## Posiciones en las listas y recibimiento
Ruun fue el primer álbum de Enslaved en entrar en una lista de álbumes al lograrlo en Noruega. Sólo estuvo una semana pero alcanzó la posición #23.
| Año  | Álbum | Lista                               | Posición |
| ---- | ----- | ----------------------------------- | -------- |
| 2006 | Runn  | Lista oficial de álbumes en Noruega | N.º 23   |

El álbum fue aclamado por los fanes y por la crítica. Alex Herdenson de Allmusic dijo: «Es altamente melódico, elaborado e intrincado. Contiene elementos del punk de los 70, el folk escandinavo, Ronnie James Dio y Pink Floyd».
A comienzos de 2007 fueron anunciados los nominados al premio Spellemann al mejor álbum de metal: Ruun de Enslaved, Armada de Keep of Kalessin, Monument Bineothan de Benea Rich y Ad Majorem Sathanas Gloriam de Gorgoroth. El 27 de enero en el teatro Thalia de Oslo se realizó la entrega de premios con Ruun como uno de los galardonados.